# Nesrine Ahmed Imam
Nesrine Ahmed Imam (ur. 1 października 1985 w Aleksandrii) – egipska lekkoatletka, tyczkarka.

## Osiągnięcia
- srebrny medal igrzysk afrykańskich (Algier 2007)[1]
- medalistka mistrzostw kraju[2] oraz mistrzostw krajów arabskich
- wielokrotna rekordzistka kraju

## Rekordy życiowe
- skok o tyczce – 3,80 (2009) rekord Egiptu[3]